# Soultz-Haut-Rhin
Soultz-Haut-Rhin (Duits: Sulz/Oberelsass) is een gemeente in het Franse departement Haut-Rhin in de regio Grand Est. De gemeente telde 7.019 inwoners op 1 januari 2022. De plaats maakt deel uit van het arrondissement Thann-Guebwiller.

## Geschiedenis
In 2009 werd een gebouw uit het neolithicum (5300-4900 v.Chr.) opgegraven in Soultz.
Soultz werd voor het eerst genoemd in 667 en werd genoemd naar de zoute bron die hier ontspringt. In de 11e eeuw werd de primitieve kerk vervangen en in de 13e eeuw kwam er een derde kerk op dezelfde plaats. In 1015 verwierf bisschop Wernher van Straatsburg de plaats. Zo werd Soultz een enclave in een gebied dat grotendeels afhing van de prins-abten van Murbach. De bisschoppen van Straatsburg stelden bestuurders aan die huisden in het kasteel Bucheneck. De plaats kreeg in 1249 een stadscharter van de bisschop van Straatsburg. Soultz kreeg ook een stadsmuur.
In 1210 stichtte de Orde van Sint-Jan een commanderij in het noorden van Soultz. Deze lag aanvankelijk buiten de stadsmuur. In de 14e eeuw werden Soultz en omgeving getroffen door de pest (1322), hongersnoden, sociale onrust en oorlog. In 1525 werd de stad geplunderd tijdens de Duitse Boerenoorlog. Aan het einde van de 16e en het begin van de 17e eeuw kende de stad een periode van voorspoed waarin talrijke rijke burgerhuizen werden gebouwd. Dan kwamen de Dertigjarige Oorlog en een pestepidemie in 1634, en Soultz raakt ontvolkt. De plaats leefde aan het einde van de 17e eeuw weer op door immigratie vanuit Zwitserland. Aan het einde van de 18e eeuw kwam er weer welstand.
Constitutioneel bisschop van Haut-Rhin Marc Antoine Berdolet zetelde van 1796 tot 1801 in Soultz. Vanaf 1805 viel Soultz opnieuw onder het bisdom Straatsburg. In de 19e eeuw kwam er industrie in de stad (zijde- en metaalindustrie) en de bevolking groeide tot 3.000. De stadsmuren werden voor een groot deel geslecht.
Soultz-Haut-Rhin maakte voor 2015 deel uit van het arrondissement Guebwiller en was de hoofdplaats van het kanton Soultz-Haut-Rhin. Op 1 januari 2015 fuseerde het arrondissement met het arrondissement Thann tot het arrondissement Thann-Guebwiller. Toen op 22 maart 2015 het kanton werd opgeheven werd Soultz-Haut-Rhin opgenomen in het kanton Guebwiller.

## Geografie
De oppervlakte van Soultz-Haut-Rhin bedraagt 29,56 vierkante kilometer; Op 1 januari 2022 was de bevolkingsdichtheid 237,4 inwoners per km². De Rimbach stroomt door de gemeente.

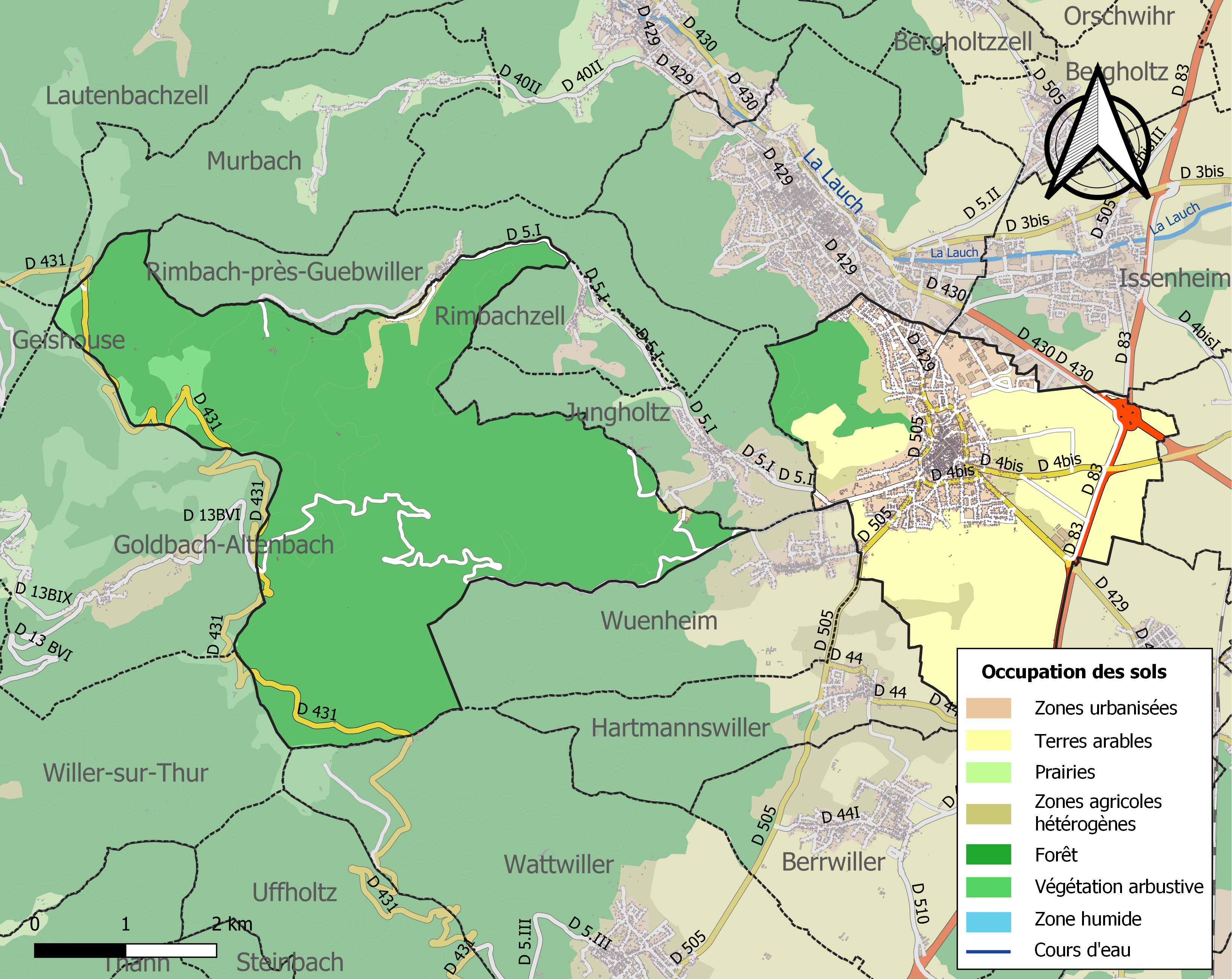
Kaart van de gemeente met de belangrijkste infrastructuur, bodemgebruik en omliggende gemeenten

## Demografie
Onderstaande figuur toont het verloop van het inwonertal.

## Bezienswaardigheden
- Kerk Saint-Maurice (14e en 15e eeuw)
- Kasteel en museum Bucheneck
- La Nef des Jouets, speelgoedmuseum in de voormalige commanderij
- Voormalig gemeentehuis (1547)

### Stadsmuur
In 1249 kreeg Soultz stadsrechten waaronder het recht om een stadsmuur te bouwen. De eerste stadsmuur werd in de volgende jaren gebouwd en is nog herkenbaar in het stadsplan van Soultz. Deze muur telde vier stadspoorten; Porte de Wuenheim, Porte de Guebwiller, Porte de Bollwiller en Mattentor. Die laatste poort werd dicht gemetst na de Duitse Boerenoorlog in 1525. In 1324 werd de stadsmuur uitgebreid om ook de commanderij van de Orde van Sint-Jan te omvatten.
In de loop der tijden geraakte de stadsmuur in onbruik. Er werden huizen tegenaan gebouwd en de grachten werden tuinen. De stadsmuur werd in de loop van de 19e eeuw afgebroken om plaats te bieden aan de industrie en de bebouwing. Het zuidelijk deel van de muur en de gracht werden in de 19e eeuw omgevormd tot promenade. Er bleven drie torens van de stadsmuur (gedeeltelijk) bewaard. De Tour des Sorcières stond op de zuidwestelijke hoek van de stadsmuur en werd gebouwd in de 14e eeuw. In de 16e eeuw werd de toren verlaagd. Deze "heksentoren" dankt mogelijk zijn naam aan het feit dat hij diende als gevangenis. Ook de toren op de noordoostelijke hoek van de muur is bewaard en een toren in het westen langs de Rimbach, die verwerkt werd in een gebouw.

### Galerij

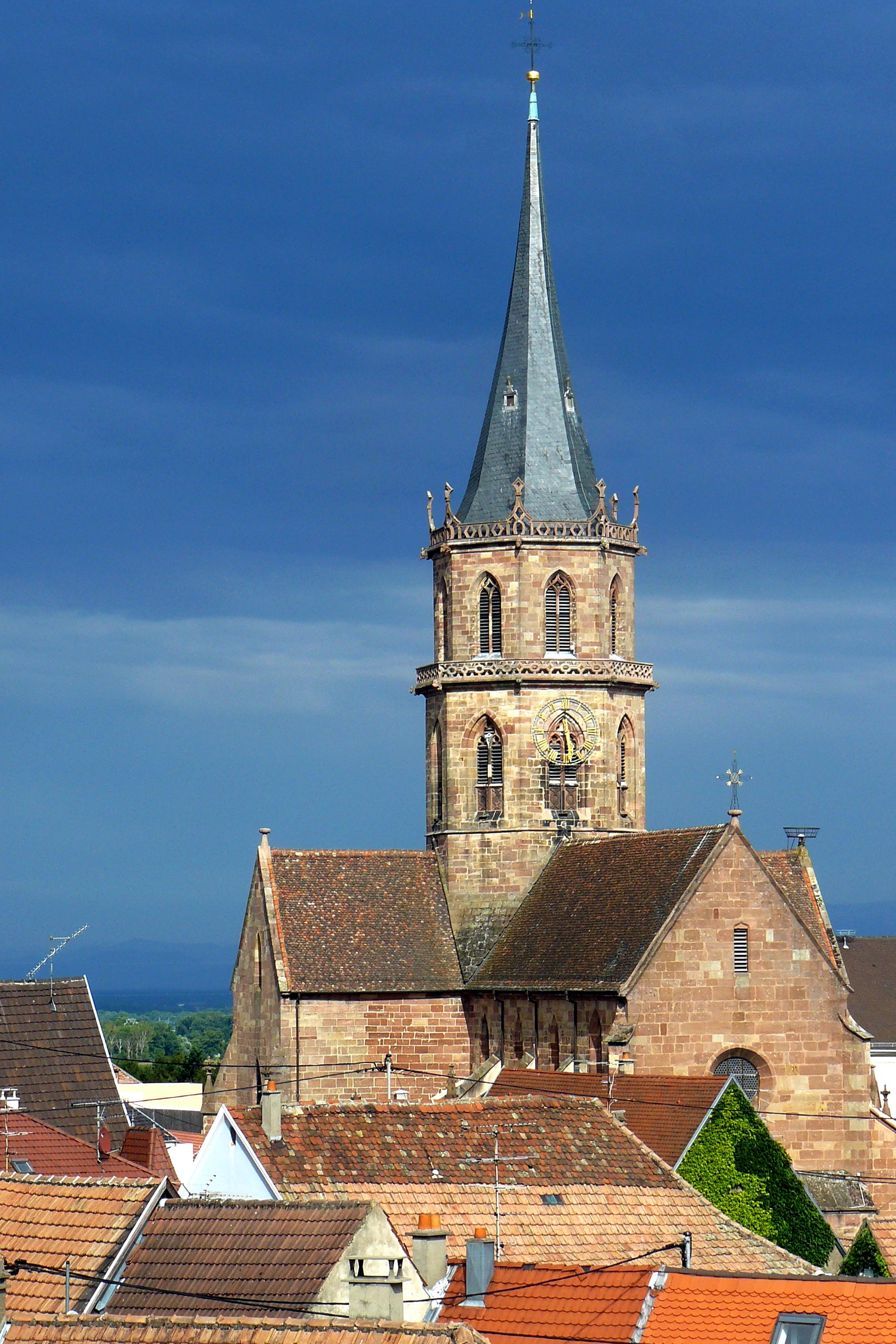
Kerk Saint-Maurice
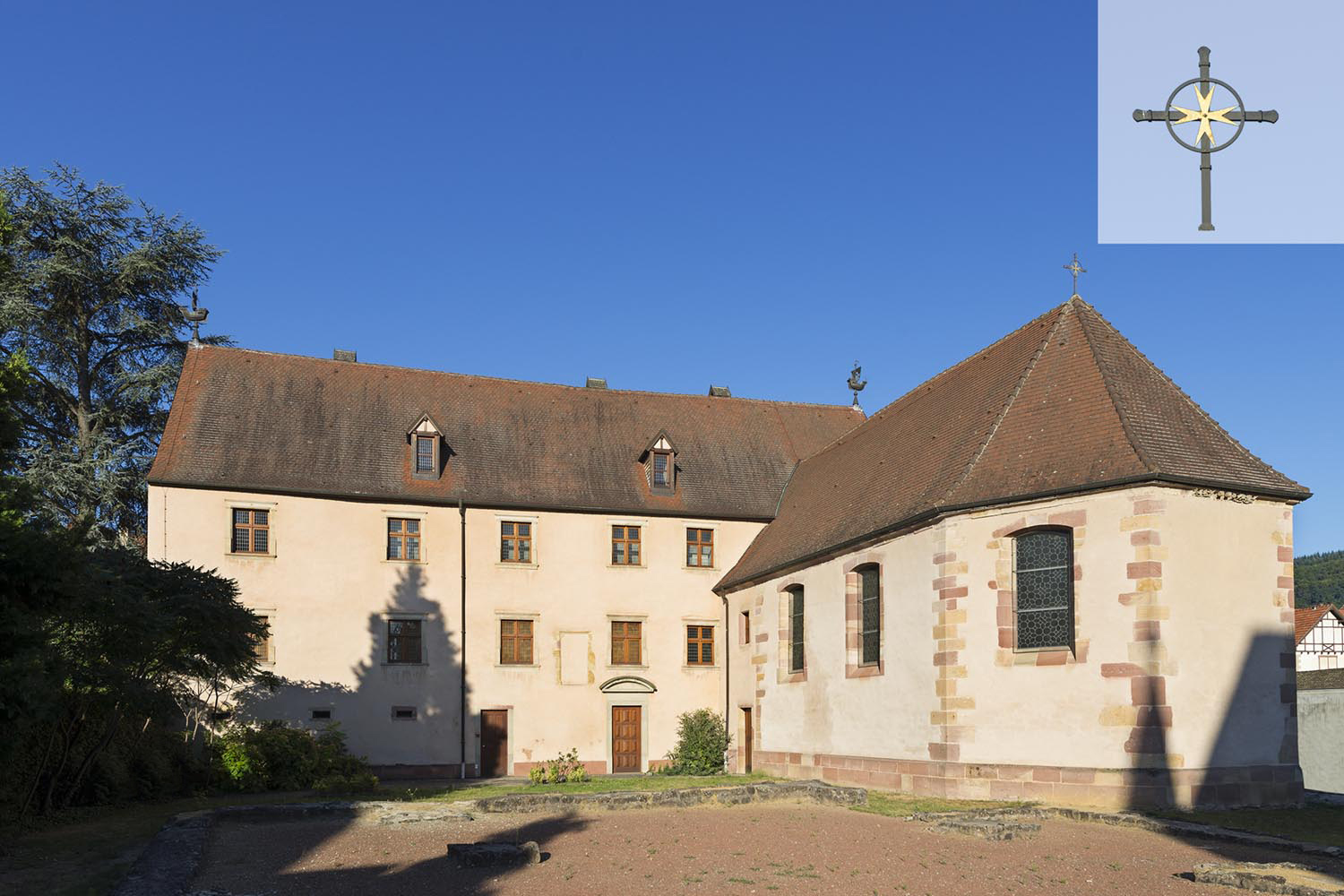
Voormalige commanderij
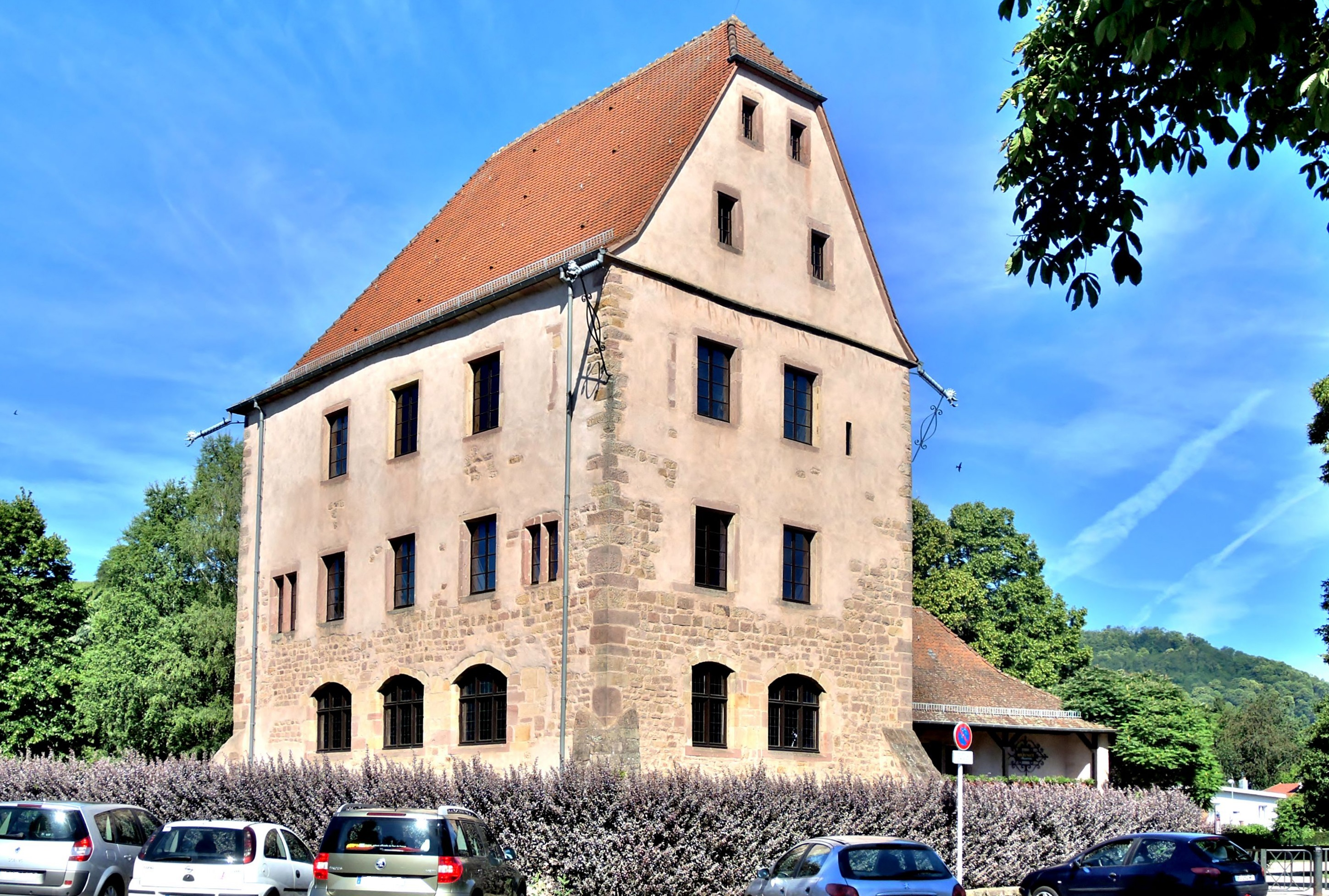
Kasteel Bucheneck
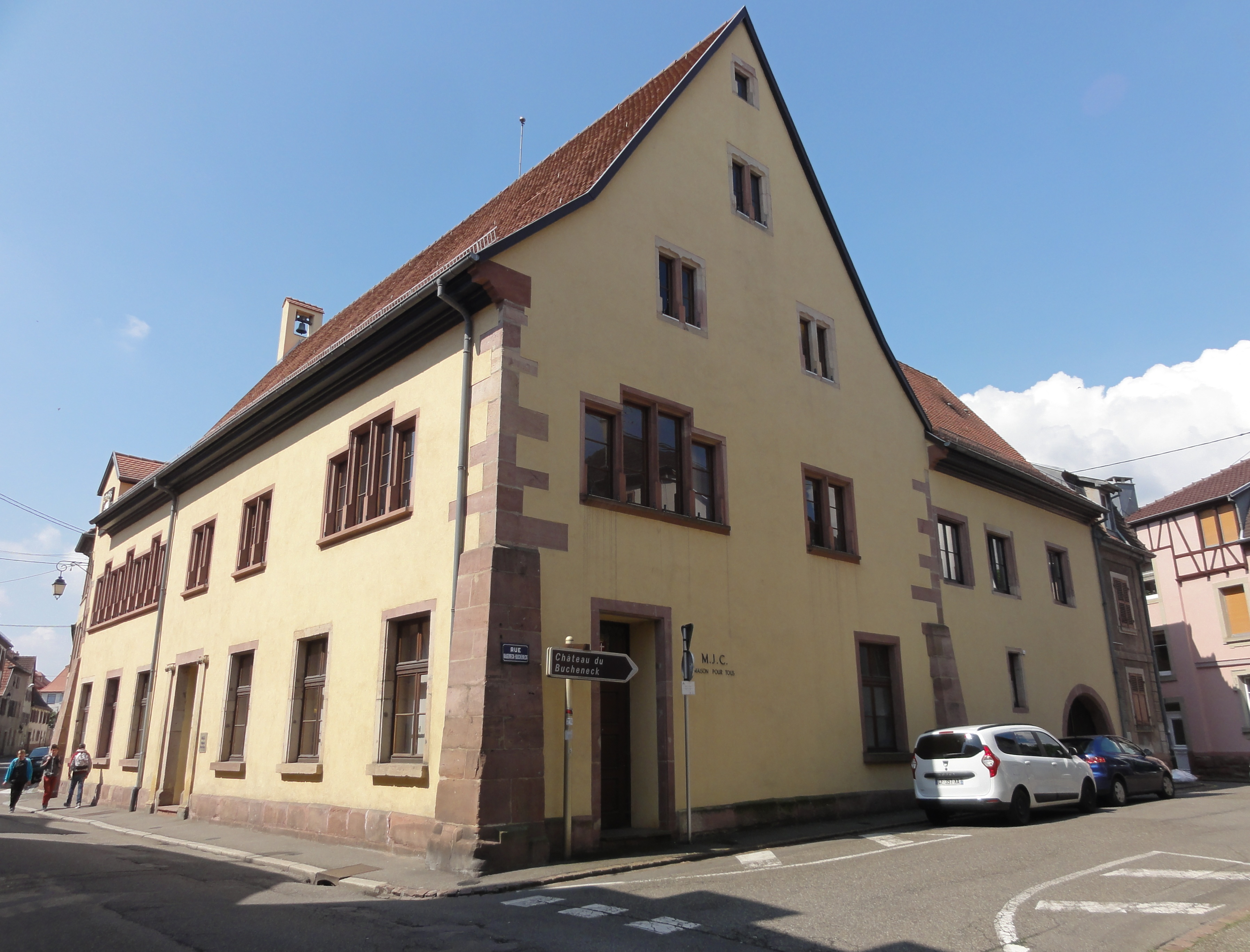
Voormalig stadhuis
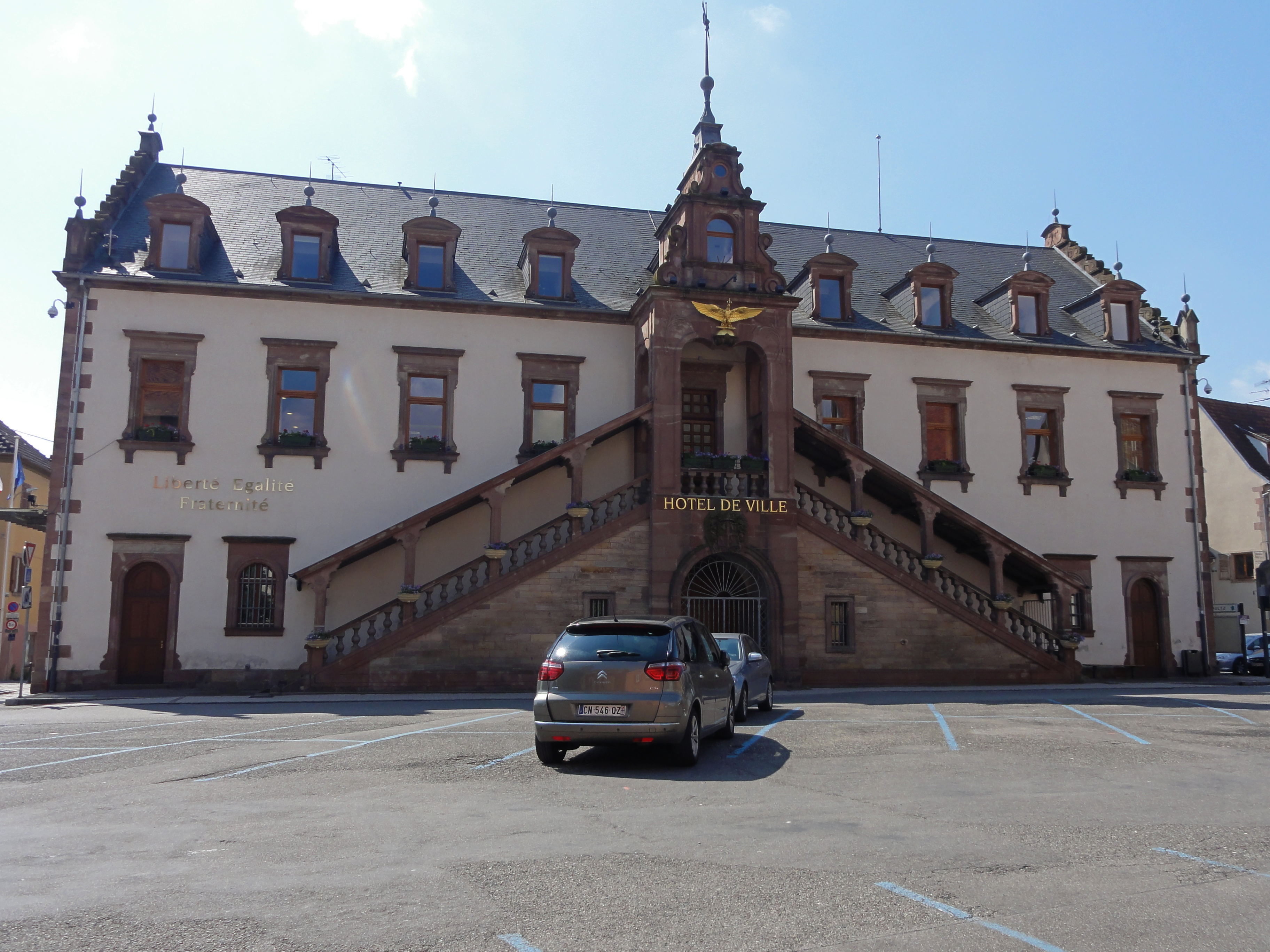
Stadhuis (19e eeuw)
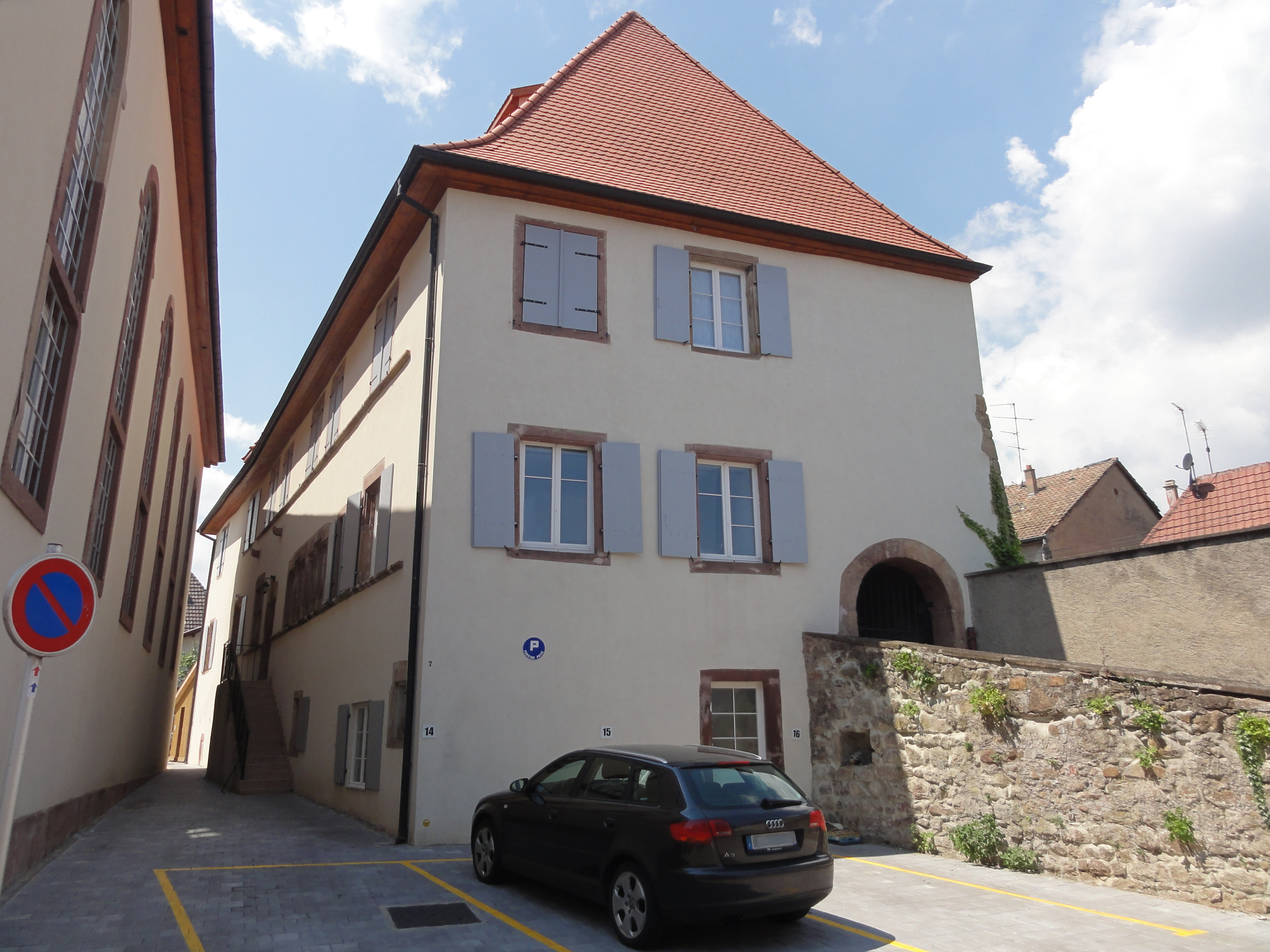
Synagoge
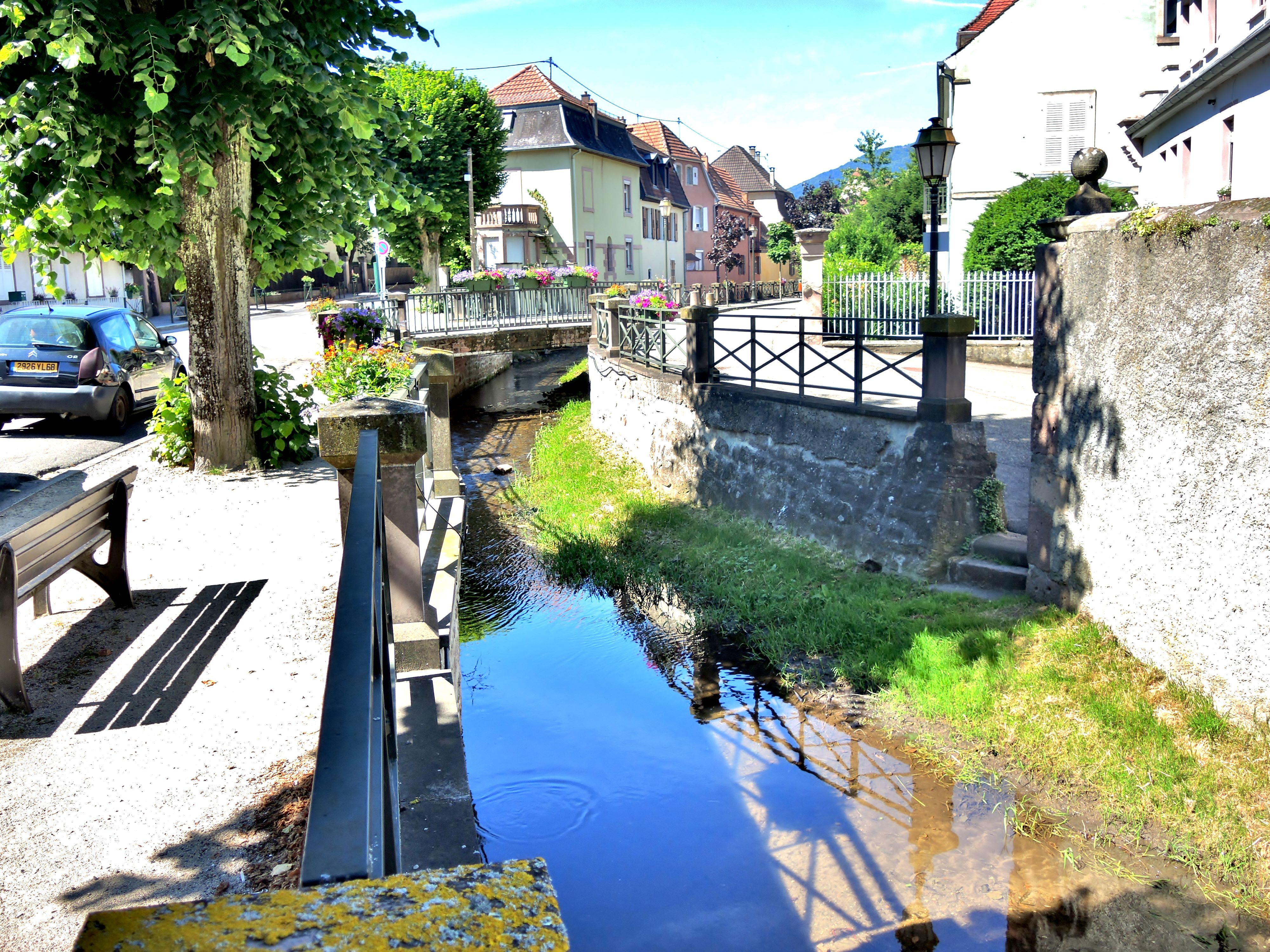
Rimbach
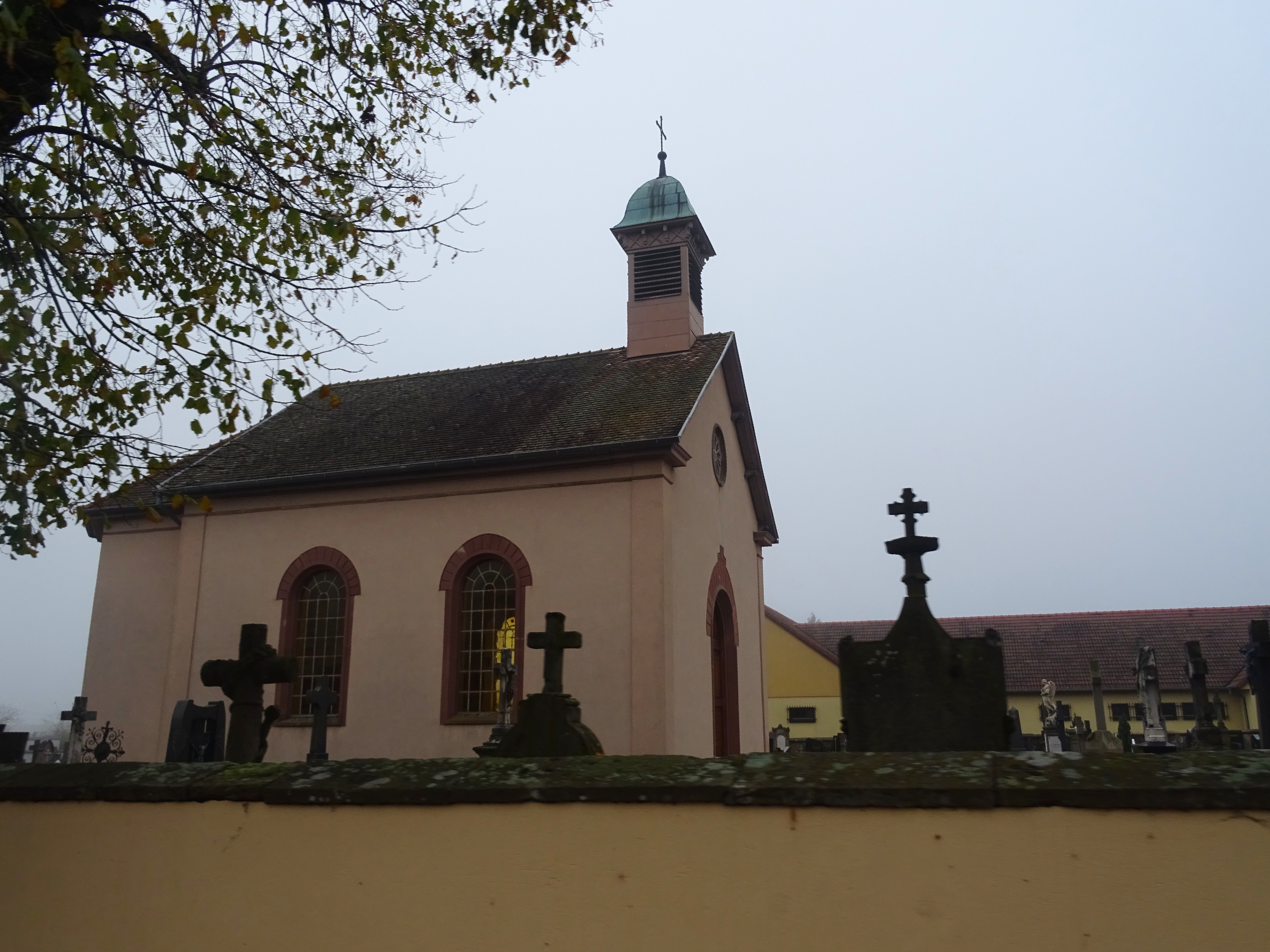
Kapel Saint-Georges
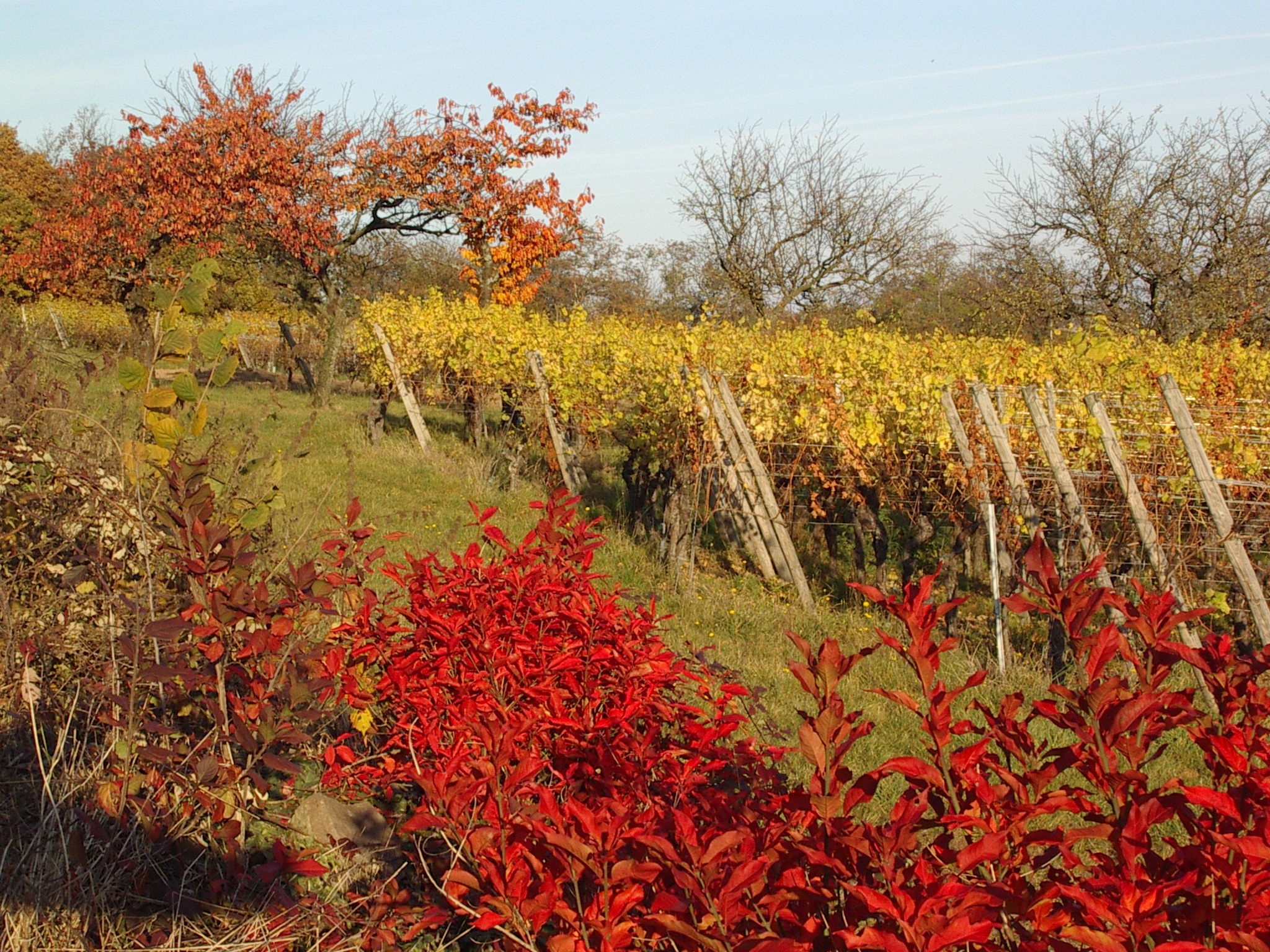
Wijngaard

## Geboren
- Katia Conrad (1942-1991), vulkanologe
- Bernard Genghini (1958), voetballer

Bergholtz · Bergholtzzell · Buhl · Guebwiller · Hartmannswiller · Issenheim · Jungholtz · Lautenbach · Lautenbachzell · Linthal · Merxheim · Murbach · Orschwihr · Raedersheim · Rimbach-près-Guebwiller · Rimbachzell · Soultz-Haut-Rhin · Wuenheim